# Cepheus B
Cepheus B – obłok molekularny znajdujący się w konstelacji Cefeusza w odległości około 2400 lat świetlnych od Ziemi.
Głównym składnikiem obłoków molekularnych jest wodór cząsteczkowy. Zawierają pozostałości z czasu powstawania Galaktyki, chłodny gaz międzygwiezdny oraz pył. Dane uzyskane dzięki obserwacjom prowadzonym przez Teleskop kosmiczny Chandra umożliwiły rozpoznanie młodych gwiazd w obrębie obłoku (kolor fioletowy) a dzięki Kosmicznemu Teleskopowi Spitzera czy wokół tych gwiazd występują dyski protoplanetarne.
Formowanie się gwiazd w obrębie obłoku jest inicjowane głównie przez promieniowanie pozostającej poza obłokiem gwiazdy HD 217086. Wewnętrzna część obłoku zawiera młode gwiazdy w wieku około miliona lat, z których 70 do 80% ma dyski protoplanetarne. Obszar środkowy obłoku zawiera nieco starsze gwiazdy w wieku około 2 do 3 milionów lat, z których około 60% ma dyski. Natomiast zewnętrzna część obłoku zawiera najstarsze gwiazdy obłoku w wieku 3 do 5 milionów lat a dyski protoplanetarne ma 30% z nich.